# Либен
Либен (на френски: Libin) е селище в Южна Белгия, окръг Ньофшато на провинция Люксембург. Населението му е около 4600 души (2006).